# Jawnutka: codzienne pisemko dla dzieci
Jawnutka: codzienne pisemko dla dzieci – czasopismo dla dzieci wychodzące w okresie powstania warszawskiego. Ukazało się 5 numerów w okresie 12–16 sierpnia 1944. Od numeru 2, z dnia 13 sierpnia 1944 roku, nosiło podtytuł: „Codzienne ilustrowane pismo dla dzieci”.
Publikacja była prywatnym przedsięwzięciem, związanym z Referatem Kulturalno-Oświatowym Ekspozytury Starostwa Warszawa Północ. Siedziba wydawnictwa mieściła się w Warszawie przy ul. Krasińskiego 18 m. 104. Redaktorami pisma byli: Zofia Bohuszewicz, Maria Kownacka, Andrzej Nowicki „Biskup” (inicjator pisma) oraz Janina Przeworska i Wanda Wawrzyńska.
Periodyk wychodził w nakładzie kilkunastu egzemplarzy. Pismo zawierało teksty o charakterze literackim i krótkie informacje z przeznaczeniem dla najmłodszych. Było ilustrowane, ręcznie kolorowane. 
Kontynuację tytułu stanowił „Dziennik Dziecięcy”.